# 54-es trolibusz (Varsó)
A varsói 54-es jelzésű trolibusz a Miodowa és a Plac Unii Lubelskiej között közlekedett. A viszonylatot a Miejskie Zakłady Komunikacyjne w Warszawie üzemeltette. A járműveket a Chełmska kocsiszín állította ki. 1948. november 28-án indultak meg a trolibuszok a vonalon. A trolibuszjárat 1964. június 6-án megszüntetésre került.

## Útvonala
| Plac Unii Lubelskiej felé | Miodowa felé |
| --- | --- |
| Miodowa – Krakowskie Przedmieście – Traugutta – Kredytowa – Jasna – Zgoda – Bracka – Krucza – Piękna – Aleje Ujazdowskie – Bagatela – Plac Unii Lubelskiej. | Plac Unii Lubelskiej – aleja Szucha – Aleje Ujazdowskie – Piękna – Krucza – Traugutta – Mazowiecka – plac Powstańców Warszawy – Szpitalna – Bracka – Zgoda – Jasna – Kredytowa – Traugutta – Krakowskie Przedmieście – Miodowa |